# Фокин, Афанасий Иванович
Афанасий Иванович Фокин (24 апреля 1907, Добрынь, Сачковичское сельское поселение — 14 января 1953, Тихий океан) — советский лётчик минно-торпедной авиации в Великой Отечественной войны, Герой Советского Союза (16.05.1944). Полковник (7.10.1949).

## Биография

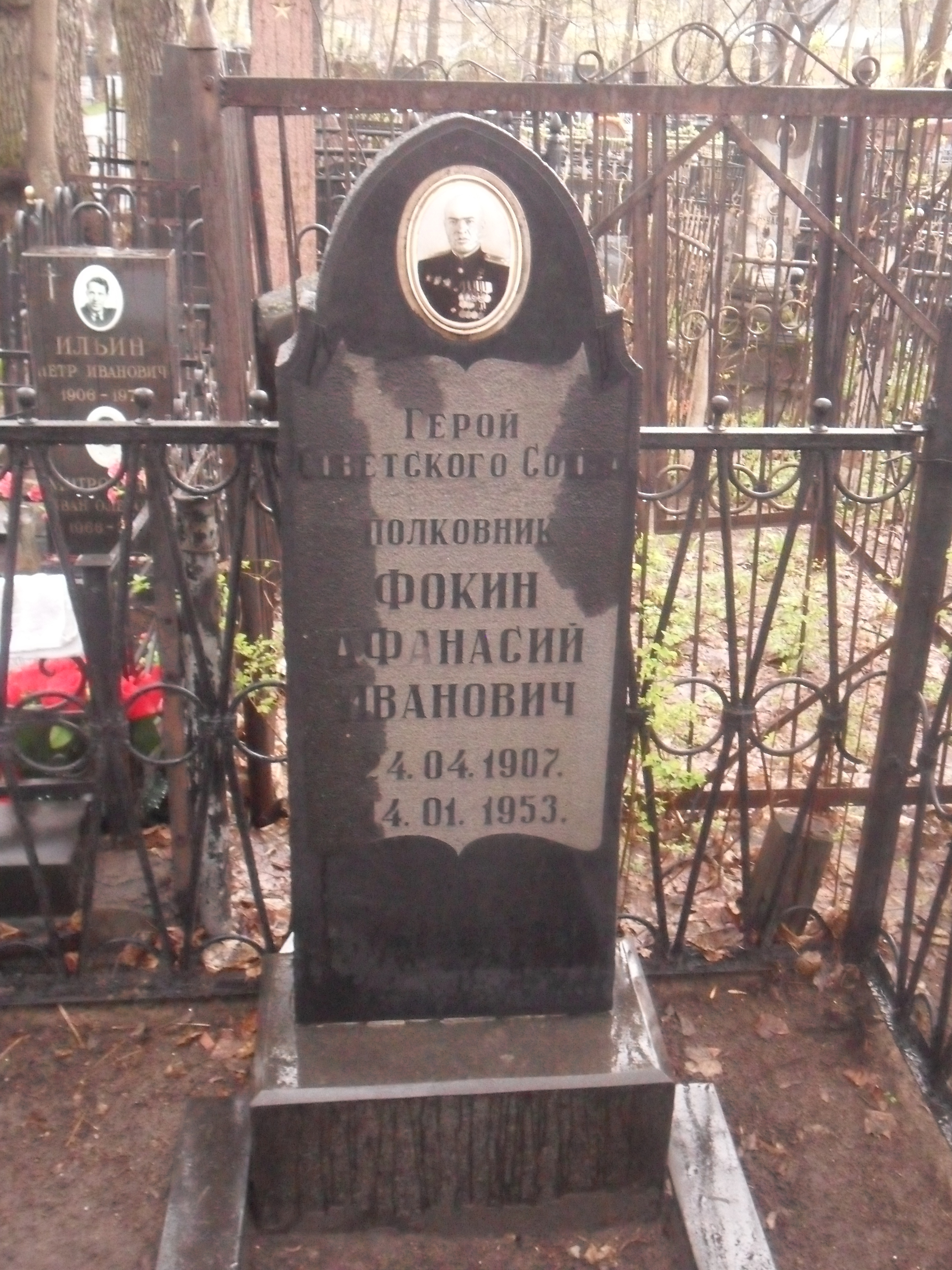
Кенотаф А. И. Фокина на Ваганьковском кладбище.

Родился 24 апреля 1907 года в деревне Добрынь (ныне — Климовский район Брянской области). Сын рабочего-железнодорожника. Образование неполное среднее. С 1920 года работал железнодорожной станции Брянск, с 1932 года был машинист паровоза на станции Лихоборы Московско-Курской железной дороги. 
Член ВКП(б) с 1927 года.
В августе 1933 года призван на службу в Военно-морской флот СССР. Окончил Военную школу морских лётчиков и лётчиков-наблюдателей имени И. В. Сталина в Ейске в 1935 году. С декабря 1935 года — пилот 110-й авиационной эскадрильи 28-й авиабригады ВВС Особой Краснознамённой Дальневосточной армии. С февраля 1936 года служил на Черноморском флоте: младший лётчик в 35-й отдельной минно-торпедной авиационной эскадрилье, с июля 1939 года — старший лётчик этой эскадрильи, с декабря 1939 года — командир звена 2-го минно-торпедного авиационного полка с базированием на Евпаторию. Участвовал в советско-финской войне, куда был откомандирован из своего полка в составе группы лётчиков для усиления действующих частей Балтийского флота.
После завершения боевых действий оставлен на Балтике, зачислен командиром звена в 1-й минно-торпедный авиационный полк, в июне 1941 года стал заместителем командира эскадрильи.
С июня 1941 года — участник Великой Отечественной войны. Выполнил на самолёте ДБ-3 5 налётов на Берлин в августе 1941 года, в том же году бомбил Штеттин, Данциг, Кёнигсберг, Хельсинки, Або и другие.
К февралю 1942 года на Балтике выполнил 70 боевых вылетов (в подавляющем большинстве на сухопутном фронте или против объектов тыла противника, а также 25 на постановку морских минных заграждений; но одной торпедной атаки тогда ему выполнить не довелось). Тогда был отозван с фронта на учёбу. В ноябре 1942 года окончил Курсы усовершенствования начальствующего состава ВВС ВМФ. После их окончания включен в специальную группу лётчиков, направленных в правительственную командировку в Иран, откуда в ноябре-декабре 1942 года перегонял в СССР поставленные по ленд-лизу от союзников самолёты.
С января 1943 года вновь на фронте — командир эскадрильи 36-го минно-торпедного авиаполка ВВС Черноморского флота. В этом полку освоил торпедоносец A-20G «Boston». Участвовал в битве за Кавказ, а затем полк переключился на выполнение основной задачи — борьбе с судоходством противника на Чёрном море. Участник дневного налёта на главную румынскую военно-морскую базу Констанца 28 сентября 1943 года.
К октябрю 1943 года командир эскадрильи 36-го минно-торпедного авиаполка 1-й минно-торпедной авиадивизии ВВС Черноморского флота майор Афанасий Иванович Фокин совершил 134 боевых вылета (в том числе 59 в ночное время). За 1943 год А. И. Фокин в 36-м мтап выполнил 35 боевых вылетов и выполнил 11 торпедных атак, потопив 4 транспорта, 3 сторожевых корабля, 1 танкер, 1 быстроходную десантную баржу; уничтожил 2 вражеских самолёта на аэродроме и 2 склада боеприпасов. За эти подвиги он был представлен к званию Героя Советского Союза.
Указом Президиума Верховного Совета СССР от 16 мая 1944 года за «образцовое выполнение боевых заданий командования на фронте борьбы с немецкими захватчиками и освобождение Крымского полуострова и гор. Севастополя и проявленные при этом отвагу и геройство» майор Афанасий Фокин был удостоен звания Героя Советского Союза с вручением ордена Ленина и медали «Золотая Звезда» за номером 3888.
С октября 1943 по октябрь 1944 года командовал учебной эскадрильей на Высших офицерских курсах ВВС ВМФ СССР в Моздоке.
Затем вновь на фронте, с 24 октября 1944 года командовал 9-м гвардейским минно-торпедным авиационным полком ВВС Северного флота после гибели его прежнего командира Б. П. Сыромятникова. Во главе полка Фокин участвовал в боевых действиях в Заполярье и в Петсамо-Киркенесской наступательной операции. В этом полку выполнил 2 боевых вылета. 
После войны служил в Военно-воздушных силах ВМФ СССР, командуя полком до июня 1947 года. По итогам 1946 года полк под его командованием был приказом Главкома ВМФ СССР признан лучшим минно-торпедным авиаполком всего Военно-морского флота СССР. С июня 1947 по октябрь 1948 года – инспектор бомбардировочной авиации Главной инспекции Вооружённых Сил СССР. В 1949 году он окончил Курсы усовершенствования командиров и начальников штабов авиасоединений при Военно-воздушной академии. После их окончания вернулся на прежнюю должность. С апреля 1950 года – заместитель председателя, а с июля 1951 года — председатель квалификационной комиссии авиации ВМС. Трагически погиб 14 января 1953 года во время ночного полёта на самолёте «Ил-28» над Жёлтым морем в Тихом океане. 

## Награды
- Медаль «Золотая Звезда» Героя Советского Союза (16.05.1944)
- Два ордена Ленина (13.08.1941, 16.05.1944)
- Два ордена Красного Знамени (1.05.1940, 16.12.1941)
- Орден Ушакова 2-й степени (31.05.1945)
- Орден Александра Невского (3.04.1944)
- Орден Красной Звезды (20.06.1949)
- Медаль «За боевые заслуги» (3.11.1944)
- Медаль «За оборону Ленинграда» (вручена в 1943)
- Медаль «За оборону Кавказа» (вручена в 1944)
- Медаль «За оборону Советского Заполярья» (вручена в 1945)
- Ряд других медалей

## Память
- На Ваганьковском кладбище установлен кенотаф[3].
- В городе Унеча на Аллее Героев установлен бюст А. И. Фокина[7].